# Куріпка буровола
Курі́пка буровола (Arborophila brunneopectus) — вид куроподібних птахів родини фазанових (Phasianidae). Мешкає в Китаї та Індокитаї.

## Опис
Довжина птаха становить 28 см. Середня довжина хвоста становить 6-7 см, довжина дзьоба 20-21 мм. Розмах крил у самців становить 14,5 см, у самиць 13,5 см. Забарвлення у самиць і самців подібне. Буроволі куріпки мають переважно жовтувате забарвлення. Від дзьобі ідуть чорні смуги, які проходять через очі і далі по горлі та утворюють на волі "комірець". Тім'я чорне. Пір'я на крилах біле з чорними кінчиками, пір'я на спині строкате, коричнево-чорно-біле. Райдужки червоні.

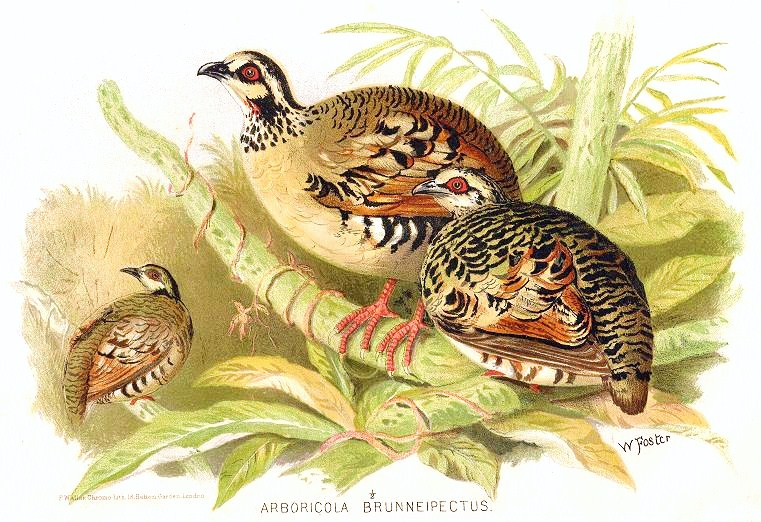
Буроволі куріпки

## Підвиди
Виділяють три підвиди:
- A. b. brunneopectus (Blyth, 1855) — від південно-західного Китаю до східної М'янми, північного Лаосу і західного Таїланду;
- A. b. henrici (Oustalet, 1896) — північний і центральний В'єтнам;
- A. b. albigula (Robinson & Kloss, 1919) — південь центрального В'єтнаму.

## Поширення і екологія
Буроволі куріпки живуть у вологих рівнинних і гірських тропічних лісах. Зустрічаються на висоті до 1800 м над рівнем моря.

## Поведінка
Буроволі куріпки зустрічаються сімейними зграйками від 4 до 9 птахів. Живляться насінням і комахами, яких шукають в опалому листі. Сезон розмноження триває з травня по червень.